# اسپرینگ میل (نیوجرسی)
اسپرینگ میل (به انگلیسی: Spring Mill) یک منطقهٔ مسکونی در ایالات متحده آمریکا است که در آپر فریهولد، نیوجرسی واقع شده‌است. اسپرینگ میل ۲۴٫۰۸ متر بالاتر از سطح دریا قرار دارد.